# Sergia bisulcata
Sergia bisulcata är en kräftdjursart som först beskrevs av James Wood-Mason 1891.  Sergia bisulcata ingår i släktet Sergia och familjen Sergestidae. Inga underarter finns listade i Catalogue of Life.